# Volker Bahnemann
Volker W. Bahnemann (* 7. April 1942 in München) ist ein US-amerikanischer Manager. Er arbeitete 48 Jahre für das Unternehmen ARRI, davon 32 Jahre als CEO der US-Tochter ARRI Inc. Bei der Oscarverleihung 1997 wurde Bahnemann mit der John A. Bonner-Medaille ausgezeichnet.

## Leben
Bahnemann wurde 1942 in München geboren.
Mit sechzehn Jahren entschied er sich 1959 für eine dreieinhalbjährige Lehre bei ARRI, die er um ein weiteres Jahr mit einer spezialisierten Serviceausbildung ergänzte. Kurz darauf verließ er das Unternehmen und ging zu einer Bekannten nach Mexiko, wo er beim Landmaschinenhersteller Bombas Nationales als Assistent des Geschäftsführers tätig war. Über seine Kontakte bei ARRI erfuhr er, dass der US-Vertriebler der Arriflex-Kameras Paul Klingenstein Unterstützung bei der Expansion auf dem US-Markt benötigte. 1962 stieg Bahnemann bei der Arriflex Company in New York City als Kameratechniker ein. Später wurde er zum Service Manager befördert. Ab 1971 war er Vice President Marketing für den US-Markt.
1978 löste Bahnemann die Arriflex Company aus dem Berkey Photo Konzern und trieb die Gründung der eigenständigen US-Tochtergesellschaft Arriflex Corporation (ARRI Inc.) voran, deren Präsident er wurde. Er verantwortete dort unter anderem die Produktentwicklung und Weiterentwicklung der Arriflex 35-3, der Arriflex 765, der Arriflex 435, der Arriflex 235, der ARRI Zeiss High Speed und der Variable Prime Objektive. Bahnemann unterhielt enge Beziehungen zu vielen Kameraleuten und Crews.
In Anerkennung seiner herausragenden Leistungen und des Engagements bei der Aufrechterhaltung der hohen Standards der Academy of Motion Picture Arts and Sciences wurde Bahnemann 1997 gemeinsam mit dem früheren Präsidenten der Deluxe Laboratories, Burton „Bud“ Stone, mit der John A. Bonner-Medaille ausgezeichnet.
Gemeinsam mit Jon Fauer schrieb Bahnemann das Drehbuch zum Dokumentarfilm Cinematographer Style (2006), für den Bahnemann auch als Executive Producer fungierte. Die 110 mit Kameraleuten geführten Interviews für den Film veröffentlichte Fauer später auch als zweibändiges Buch.
Im Frühjahr 2010 trat Bahnemann von seinem Posten als Präsident und CEO von ARRI Inc. und ARRI/CSC (Camera Service Center) zurück. Bis zum Ende des Jahres 2010 war er noch als Berater für ARRI tätig. Seit diesem Jahr vergibt die Tisch School of the Arts der New York University den mit einem Stipendium verbundenen Volker Bahnemann Award for Outstanding Cinematography an junge Kameraleute.
Bahnemann hält mehrere US-Patente im Bereich der Kamera- und Videotechnik.
Er ist seit 1974 Mitglied der American Society of Cinematographers (ASC). 1977 wurde Bahnemann Mitglied der Academy of Motion Picture Arts and Sciences, wo er viele Jahre als Mitglied des Ausschusses für Wissenschaft und Technik wirkte.
Bahnemann ist seit 1967 verheiratet. 1984 nahm er die US-amerikanische Staatsbürgerschaft an. Er lebt in Greenwich, Connecticut.

## Auszeichnungen
- 1997: John A. Bonner-Medaille
- 2002: Fuji Gold Medal Award der Society of Motion Picture and Television Engineers
- 2010: Lifetime Achievement Award bei der Cine Gear Expo 2010[10]